# Ctenotus hanloni
Ctenotus hanloni este o specie de șopârle din genul Ctenotus, familia Scincidae, descrisă de Storr 1980. Conform Catalogue of Life specia Ctenotus hanloni nu are subspecii cunoscute.